# Said Dschalili

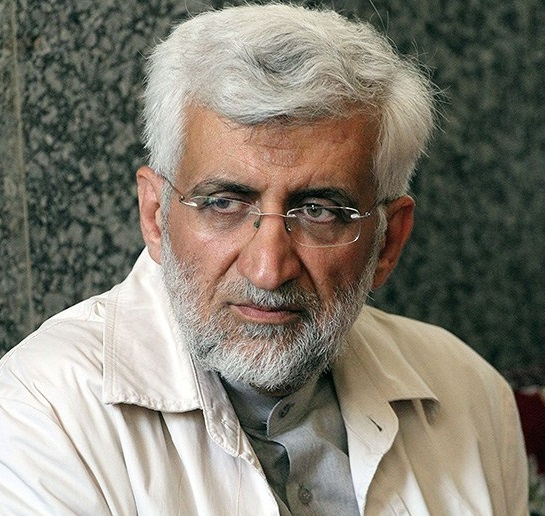
Said Dschalili (2019)

Said Dschalili (persisch سعید جلیلی, englische Transkription meist Saeed Jalili, * 1965 in Maschhad) ist ein iranischer Politiker und Diplomat. 
Er war Teilnehmer des Ersten Golfkrieges, wobei er die Hälfte seines rechten Beines verlor. Anschließend studierte er Politikwissenschaft, wurde in diesem Fach promoviert und lehrte es an der Imam Sadiq University.
2001 wurde Dschalili vom Obersten Rechtsgelehrten Ali Chamenei zu seinem Büroleiter ernannt. Mit der Wahl Mahmud Ahmadineschads 2005 wurde er Vize-Außenminister und als solcher zuständig für europäische und amerikanische Angelegenheiten.
Vom 20. Oktober 2007 bis zum Abschluss des Atomabkommens am 14. Juli 2015 war er Nachfolger von Ali Laridschani auf dem Posten des Chefunterhändlers bei Verhandlungen bezüglich des iranischen Atomprogramms und der EU-3.
Er ist Mitglied des Nationalen Sicherheitsrats (Stand: Mai 2024) und kandidierte bei der Präsidentschaftswahl 2024. Er verlor die am 5. Juli 2024 stattgefundene Stichwahl gegen Massud Peseschkian.